# هجوم مأرب 2020
أسفرَ هجومٌ صاروخي عبرَ مركبةِ قتالٍ جوي بدون طيار في الثامن عشر من كانون الثاني/يناير 2020 على معسكر للجيش اليمني بالقربِ من مدينة مأرب عن مقتلِ 111 جنديًا يمنيًا على الأقل وأُصيب عشرات آخرون. لم تُعلن أي جماعةٍ مسؤوليتها عن الهجوم؛ على الرغمِ من الاشتباه في وقوفِ الحوثيين وراء ما حصل.

## الهجوم
نُفِّذ الهُجوم باستخدامِ صواريخ باليستية وطائرات بدون طيار. كان الهدفُ مسجدًا يقعُ على أرضيّةٍ للتدريب العسكري؛ وقد تعرض الموقع للقصفِ أثناء صلاة العشاء عندما كان العشرات من الناس داخل المسجد للصلاة.